# Hemicytherinae
Hemicytherinae is een onderfamilie van kreeftachtigen uit de klasse van de Ostracoda (mosselkreeftjes).

## Geslachten
- Ambolus Ikeya, Jellinek & Tsukagoshi, 1998
- Auricythere Morais & Coimbra, 2014
- Berguecythere Coimbra, Bottezini & Machado, 2013
- Graptocythere Ruggieri, 1972 †
- Kempfidea Weiss, 1998